# Tech by wire
Na informática, o tech-by-wire ou tecnologia com fio, sistemas independentes para a tomada de decisões corporativas (tomada de decisão baseada em dados) que agregam funções definidas por programas de computador, sistemas de controle baseados em nuvem assistidos por inteligência artificial.
Segundo a pesquisa IDC FutureScape: Latin America Predictions 2023, até o ano de 2027, 25% das empresas que optarem por usar tecnologia como esta podem ter um aumento nos custos de conectividade e possível problemas no compartilhamento de dados.